# Bodo Martin Vogel
Bodo Martin Vogel (* 20. Januar 1900 in Ortrand; † 26. Dezember 1954 in Gifhorn) war ein deutscher Schriftsteller und Übersetzer. Er lebte und wirkte als freier Schriftsteller in Ehra.

## Werke
- 1 Million Pfund zu verdienen. Freya, Heidenau 1928.
- Das Geheimnis der Unaussprechlichen. Verlagshaus für Volksliteratur und Kunst, Berlin 1929.
- Vertauschte Rollen. Verlagshaus für Volksliteratur und Kunst, Berlin 1930.
- Ein Mädchen mit Geld. Fünf Türme, Halle 1934.
- Sag doch: Ich liebe dich! Neugebauer, Prag, Leipzig 1935.
- Die Sonne bringt es an den Tag. Neugebauer, Prag, Leipzig 1935.
- Der schweigende Mund. Marken, Darmstadt 1954.